# Lukáš Luhan
Lukáš Luhan, vlastním jménem Jiří Mareš (29. listopadu 1922 Lipsko – 15. března 1997 Praha) byl český spisovatel, novinář a scenárista, autor detektivních příběhů pro dospělé a historické a vědeckofantastické prózy pro mládež.

## Život
V letech 1938–1942 vystudoval v Praze střední školu Atheneum a pak pracoval na poštovním úřadě. Po skončení druhé světové války se začal věnovat novinařině, v letech 1945–1946 jako redaktor Mladé fronty a v letech 1947–1948 Rudého práva. Od roku 1949 do roku 1987 pak pracoval v Československém státním filmu jako scenárista, dramaturg a vedoucí lektorátu Filmového studia Barrandov.
Jako scenárista pracoval především v padesátých letech, v letech šedesátých a sedmdesátých již jen ojediněle. Kromě toho se věnoval i vlastní spisovatelské práci. Přispíval do různých novin a časopisů (například Mladá fronta, Rudé právo, Práce, Kino, Film a doba, Pionýrské noviny, Svět v obrazech, Pionýrská stezka, Tvorba a další) a svá díla vydával i knižně. Roku 1982 se stal nositelem Medaile Za obětavou práci pro socialismus. Pro jeho tvorbu je typický výrazný smysl pro nadsázku a humor.

## Dílo
- Mladá léta (1953), povídkovou formou rozepsaný scénář stejnojmenného českého filmu z roku 1952 o začátcích literární a učitelské práce Aloise Jiráska,spoluautor Vladimír Neff.
- Aféry mé ženy (1970), detektivní příběhy z tehdejší Prahy.
- S píšťalou na krysy (1978), kriminální příběh pro mládež o odhalení a zneškodnění sítě mezinárodních podvodníků a lupičů.
- Strážce bílého stáda (1979), historický román z doby vlády knížete Václava a jeho bratra Boleslava.
- Kolik váží tygr (1984), detektivní příběh.
- Kamenný stolec (1985), povídka pro mládež o Kosmovi a jeho kronice.
- Půlnoční chodec (1989) romaneto pro mládež o Jakubu Arbesovi.
- Souhvězdí Brouka (1991), sci-fi povídky pro mládež.

### Překlady
- Emmerson Hough: Ochránce z Texasu (1994)

## Filmografie
- Velké dobrodružství (1952), spoluautor scénáře (s Jiřím Brdečkou) k filmu režiséra Miloše Makovce o českém cestovateli Emilovi Holubovi.
- Mladá léta (1953), spoluautor scénáře (s Vladimírem Neffem) k filmu režiséra Václava Kršky o mládí českého spisovatele Aloise Jiráska.
- Kavárna na hlavní třídě (1954), spoluautor scénáře (s Jiřím Brdečkou) k filmu režiséra Miroslava Hubáčka podle románu Gézy Včeličky.
- Vina Vladimíra Olmera (1956), spoluautor scénáře (s Miloslavem Drtílkem) ke kriminálnímu filmu režiséra Václava Gajera.
- Bomba (1957), spoluautor scénáře (s Františkem Břetislavem Kuncem) k filmu režiséra Jaroslava Balíka.
- Konec cesty (1960), spoluautor scénáře (společně s Otakarem Kirchnerem) k filmu režiséra Miroslava Cikána podle vlastní detektivní povídky Za peníze všecko.
- Bílá spona (1960), spoluautor scénáře (společně s Bedřichem Kubalou) k detektivnímu filmu režiséra Martina Friče.
- Zločin na Volavčím jezeře (1961), scénář k televiznímu filmu režiséra Miloslava Zachaty.
- Aféry mé ženy (1972), knižní předloha k filmu režiséra Vladimíra Čecha.
- Muž z Londýna (1974), spoluautor scénáře (společně s Drahoslavem Makovičkou k filmové komedii režiséra Hynka Bočana.
- Vlčí halíř (1975), scénář k televiznímu filmu režiséra Jaroslava Novotného podle románu Jindřicha Šimona Baara Paní komisarka o Boženě Němcové.